# Гапон Харитина Стахівна
Харитина Стахівна Гапон (нар. 13 жовтня 1913, село Стара Лішня, тепер Іваничівського району Волинської області — ?) — українська радянська діячка, новатор сільськогосподарського виробництва, ланкова колгоспу «Комсомолець» Іваничівського району Волинської області. Депутат Верховної Ради УРСР 3-го скликання.

## Біографія
Народилася у бідній селянській родині. Закінчила три класи сільської школи, з п'ятнадцятилітнього віку наймитувала у заможних селян та поміщиків. Працювала у сільському господарстві.
З 1948 року — колгоспниця, ланкова колгоспу «Комсомолець» села Стара Лішня Іваничівського району Волинської області. Відзначалася вирощуванням високих врожаїв цукрових буряків. У 1950 році ланка Гапон зібрала по 374,5 центнерів цукрових буряків із гектара.
Потім — на пенсії у селі Стара Лішня Іваничівського району Волинської області.

## Нагороди
- орден Леніна
- орден Трудового Червоного Прапора
- медаль «За трудову доблесть»